# Гіпотеза соціального договору
Гіпотеза соціального договору, Теорія за домовленістю — одна з теорій про походження мови, яка є розвитком учення Демокріта й Аристотеля про умовність, довільність назв, основоположником якої вважається Діодор Сицилійський.

## Загальна характеристика
Діодор Сицилійський, відстоюючи свою позицію, що мова виникла за домовленістю, писав: «спочатку люди вели налаштований спосіб життя, подібно до звірів, поодинці виходили на пасовища і живились смачною травою і плодами. Біда навчила їх захищатися від звірів, допомагати один одному. Вони почали поступово впізнавати один одного. Їх звуки були ще неосмисленими і нерозбірливими, але поступово вони перейшли до слів і встановили символи для кожної речі, створили зрозуміле для них самих пояснення всього, що їх оточує».

## Критика
Гіпотезу соціального договору заперечили більшість мовознавців, аргументуючи це одним єдиним фактом — щоб домовитися, необхідно було вже мати мову.

## Інтернет-джерела
- Теорії постання мов [Архівовано 30 травня 2013 у Wayback Machine.]